# Hydronema persica
Hydronema persica är en nattsländeart som beskrevs av Martynov 1914. Hydronema persica ingår i släktet Hydronema och familjen ryssjenattsländor. Inga underarter finns listade i Catalogue of Life.